# Le Matin (film)
Pour les articles homonymes, voir Le Matin.
Pour plus de détails, voir Fiche technique et Distribution.
Le Matin (Jutro) est un film yougoslave réalisé par Mladomir Puriša Đorđević, sorti en 1967.

## Fiche technique
- Titre : Le Matin
- Titre original : Jutro
- Réalisation et scénario : Mladomir Puriša Đorđević
- Photographie : Mihajlo Popovic
- Pays d'origine : Yougoslavie
- Format : Noir et blanc - Mono
- Genre : guerre
- Durée : 95 minutes
- Date de sortie : 1967

## Distribution
- Ljubiša Samardžić : Mali
- Neda Arnerić : Devojka
- Milena Dravić : Slobodanka
- Mija Aleksić : capitaine Straja
- Ljuba Tadić : général Milan Prekic
- Neda Spasojević : Marklena

## Récompense
- Coupe Volpi pour la meilleure interprétation masculine à la Mostra de Venise 1967 pour Ljubiša Samardžić.